# Fontanna Tkacza w Chojnowie
Fontanna Tkacza – fontanna-pomnik stojąca w centralnej części Rynku w Chojnowie przedstawiająca postać tkacza.

## Geneza
Fontanna upamiętnia sukiennicze i tkackie tradycje miasta, z którego wyroby znane były na terenie całego Śląska. Cechy sukiennicze należały do najważniejszych i najliczniejszych w mieście. W 2010 rozpoczęły się prace rewitalizacyjne na chojnowskim rynku, które w założeniu miały doprowadzić m.in. do upamiętnienia tkackich tradycji miejskich. Zdecydowano się wówczas na postawienie fontanny, która nawiązywałaby do tego rozdziału historii Chojnowa.

## Forma
Rzeźbę tkacza z przewieszoną przez ramię tkaniną z brązu o wysokości 2,5 metra wykonał rzeźbiarz z Białegostoku, Michał Jackowski. Stoi ona pośrodku basenu fontanny (woda symbolizować ma życie), z którego zwieszają się dwie szarfy z datami: 1333 (nadanie praw miejskich Chojnowowi) oraz 2012 (ukończenie procesu rewitalizacyjnego na Rynku). Fontanna otoczona została klombami kwiatowymi, przy których posadzono drzewa, ustawiono ławki i latarnie. Zbiornik jest podświetlony czterema reflektorami. Tkackie tradycje miejscowości kontynuowane są obecnie – raz do roku organizowany jest tutaj Festiwal Tkactwa i Rękodzieła Artystycznego.